# مهاوند
مَهاوند أو مهون أو ماهوند (بالإنجليزية: Mahound or Mahoun)‏ هي صيغ أوربية متعددة لتسمية النبي محمد، وجدت كثيراً في أدب العصور الأوربية الوسطى وما تلاها. استعملَ الاسمَ الكتابُ المسيحيون الأوربيون لتشويه سمعة محمد. وخاصةً لتصوير محمد على أنه إله يعبدُهُ الوثنيون، أو شيطان ألهمَ ديناً باطلاً. أو إن الأوربيين التبس عليهم حال النبي محمد إذ اعتقدوا أن أتباعه يعبدونه، فاتخذوا اسم مهاوند اسماً للنبي بدلاً من محمد.

## الاشتقاق
ذُكرَ أن اسم مهاوند في الأدب الإسباني في العصور الوسطى معناه الشرير أو النبي المزيف، وقيلَ إن أصل الاسم Ma - Hound معناه كلب الصيد، أما معناه في معاجم إنكليزية فذُكرَ أن معناه الأول «إله مزيف» ومعناه الثاني «إله كان الإفرنج (الصليبيون) يعتقدون أن المسلمين يعبدونه». أول استعمال موثق لكلمة مهاوند كان سنة 1290، واستعمله إدموند سبنسر سنة 1596، وألكسندر بوب سنة 1735.

## دلالة التحقير
في العصور الوسطى، كان التصور شائعًا بأن المسلمين يعبدون محمدًا. وفقًا لبرنارد لويس، فإن «تطور معنى» مهاوند«بدأ باعتبار محمد نوعًا من الشيطان أو الإله الزائف الذي يُعبد مع أبوليون وترماغانت في ثالوث غير مقدس في أغنية رولان . ثم بعد الإصلاح البروتستانتي، كان يُنظر إلى محمد على أنه دجّال ماكر وانتهازي.» 

## في الأدب
يظهر الاسم في العديد من مسرحيات الأسرار في العصور الأوربية الوسطى، حيث يُصوَّر مهاوند أحيانًا اسم جنس لإله «وثني» يعبدهُ الأشرارُ مثل هيرود ورمسيس الثاني (فرعون موسى). تصور إحدى المسرحيات كلاً من هيرودس الكبير وابنه هيرودس أنتيباس أنهما يعبدان مهاوند، وفي مسرحية أخرى يشجع فرعون المصريين على ملاحقة الإسرائيليين في البحر الأحمر بالكلمات: ارفعوا قلوبكم إلى مهاوند.
في الثقافة الشعبية الاسكتلندية، كان أيضًا يُذكر الشكل البديل «مهون» اسماً للشيطان، الذي كان يُدعى مهون القديم.
استعملَ غلبرت كيث تشيسترتون «مهاوند» بدلاً من «محمد» في قصيدته ليبانتو.

### آيات شيطانية
في أواخر القرن العشرين، اختار سلمان رشدي، في روايته "آيات شيطانية"، اسمَ مَهاوند Mahound للإشارة إلى النبي محمد الذي يظهر في أحلام إحدى الشخصيات.

#### سبب اختيار مهاوند
قال سلمان رشدي في روايته آيات شيطانية إن سبب اختياره اسم مهاوند بدلا من محمد لتحويل الإهانة إلى قوة… كما اختار ذوو البشرة السوداء أن يحافظوا على اسمهم «السود (black)» بكل فخر، وهم يعلمون أن هذه التسمية كانت تُستعمل لازدرائهم؛ وكذلك، فإنه ينبغي تحويل اسم «مهاوند» من الازدراء إلى الفخر. ورأى نُقاد مسلمون أن هذا التبرير خادع.

## وصلات خارجية
- رفيق الأدب الإنجليزي في العصور الوسطى